# Schneider Bautabellen
Die Schneider Bautabellen sind zwei Tafelwerke für Bauingenieure und Architekten, die von der Reguvis Fachmedien GmbH vertrieben werden. Die mit Bautabellen für Ingenieure und Bautabellen für Architekten betitelten Werke sind für Ingenieure und Architekten Standardwerke, da praktisch alle im Berufsalltag benötigten Tabellen, Formeln, Definitionen und Gesetze abgedeckt werden. Beide Werke werden meist bereits im Studium eingesetzt.
Herausgeber war bis zur 16. Auflage Klaus-Jürgen Schneider, der weiterhin Namensgeber der Bautabellen ist. Die 17. bis 20. Auflage der Bautabellen für Ingenieure wurden von Alfons Goris herausgegeben; seit der 21. Auflage ist Andrej Albert der Herausgeber.
Die 17. und 18. Auflage der Bautabellen für Architekten wurden unter Alfons Goris herausgegeben; die 19. und 20. Auflage zusammen mit Joachim P. Heisel. Seit der 21. Auflage sind Andrej Albert und Joachim P. Heisel gemeinsam Herausgeber.
Bis zur 20. Auflage wurden die Bautabellen vom Werner Verlag verlegt, seit 2014, ab der 21. Auflage, durch den Bundesanzeiger Verlag und ab der 24. Auflage von der Reguvis Fachmedien GmbH.

## Bautabellen für Ingenieure
Die Bautabellen für Ingenieure enthalten überwiegend Bemessungstafeln, Formeln, entsprechende Erklärungen und Beispiele. Ab der 20. Auflage sind alle Kapitel auf die Inhalte der neuen Eurocodes (EC) umgestellt. Die Bücher behandeln die im Studium oder im Berufsalltag gängigen Normen, nach denen Bauwerke geplant und bemessen werden.
Inhalte der 24. Auflage sind:
1. Baurecht; Baubetrieb (1 A Privates Baurecht/ 1 B Baubetrieb – Bauprozessmanagement/ 1 C Building Information Modeling/ 1 D Sicherheits- und Gesundheitsschutz auf Baustellen)
2. Mathematik; Bauinformatik (2 A Mathematik/ 2 B Bauinformatik)
3. Lastannahmen / Einwirkungen auf Tragwerke (Grundlagen der Tragwerksplanung/ Lastannahmen/ Bauten in Erdbebengebieten/ Traggerüste)
4. Statik; Entwurf (4 A Baustatik/ 4 B Baudynamik/ 4 C Tragwerksentwurf und Vorbemessung)
5. Stahlbetonbau (5 A Beton nach DIN EN 206-1 bzw. DIN 1045-2/ 5 B Betonstahl und Spannstahl/ 5 C Stahlbeton- und Spannbetonbau nach EC 2/ 5 D Straßenbrücken in Massivbauweise/ 5 E Bemessungs- und Konstruktionstafeln nach EC 2)
6. Bauerhaltung (6 A Bauwerksüberwachung, Bauwerksprüfung/ 6 B Schutz und Instandsetzung/ 6 C Bewertung und Verstärkung von Tragwerken/ 6 D Befestigungstechnik/ 6 E Baustoffe und ihre Eigenschaften)
7. Mauerwerksbau; Glasbau (7 A Mauerwerksbau/ 7 B Glas im konstruktiven Ingenieurbau)
8. Stahlbau (8 A Stahlbau nach EC 3/ 8 B Kranbahnen und Ermüdungsfestigkeit nach EC/ 8 C Verbundbau nach DIN EN 1994-1-1/ 8 D Stähle im Bauwesen/ 8 E Trapezprofile und Sandwichbauteile/ 8 F Stahl- und Verbundbrückenbau/ 8 G Stahlbauprofile)
9. Holzbau nach EC 5
10. Bauphysik (10 A Bauphysik/ 10 B Brandsicherheit in Gebäuden/ 10 C Bauwerksabdichtung)
11. Geotechnik
12. Verkehr (12 A Straßenwesen/ 12 B Schienenverkehrswesen)
13. Wasser; Umwelt (13 A Wasserbau und Wasserwirtschaft/ 13 B Wasserversorgung/ 13 C Kanalisation/ 13 D Abwasserreinigung und Schlammbehandlung/ 13 E Umwelttechnik)
14. Vermessung; Bauzeichnungen (14 A Bauvermessung/ 14 B Bauzeichnungen/ 14 C Allgemeine Tafeln; Bauantrag und Bauvorlagen)
15. Verzeichnisse

## Bautabellen für Architekten
Die Bautabellen für Architekten enthalten zum Teil die gleichen Inhalte wie die Tabellen für Ingenieure, allerdings in gekürzter Form und es werden zusätzliche Themen behandelt, die typischerweise im Aufgabenbereich eines Architekten liegen.
Inhalte der 26. Auflage sind:
1. Objektentwurf
2. A Stadtplanung  B Freiraumplanung C Straßen- und Verkehrswesen
3. A Baukonstruktion  B Befestigungen  C Bauwerksabdichtung
4. A Bauphysik B Brandsicherheit in Gebäuden
5. A Technische Gebäudeausrüstung B Wasserversorgung/Abwasserableitung
6. A Baudenkmalpflege  B Bauwerksüberwachung, Bauwerksprüfung C Schutz und Instandsetzung D Baustoffe und ihre Eigenschaften
7. A Öffentliches Baurecht B Werkvertrag und HOAI C Sicherheits- und Gesundheitsschutz gemäß Baustellenverordnung
8. A Baubetrieb – Bauprozessmanagement B Building Information Modeling C Kostenplanung; Honorarverordnung D Facility Management; Wertermittlung
9. Einwirkungen auf Tragwerke
10. A Tragwerksentwurf und Vorbemessung B Baustatik
11. A Geotechnik B Mauerwerksbau C Holzbau
12. A Betonbau nach DIN EN 206-1/DIN 1045-2 B Betonstahl C Stahlbetonbau nach Eurocode 2
13. A Stahlbau nach Eurocode 3 B Trapezprofile und Sandwichbauteile C Glasbau D Stahlbauprofile
14. A Mathematik  B Bauvermessung C Bauzeichnungen D Darstellende Geometrie und Planlayout E Allg. Tafeln; Bauantrag und Bauvorlagen
15. Verzeichnisse

## Aktuelle Auflage
- Prof. Dr.-Ing. Andrej Albert (Hrsg.): Schneider - Bautabellen für Ingenieure. 26., aktualisierte Auflage. Reguvis Fachmedien GmbH, Köln 2024, ISBN 978-3-8462-1479-4, Kap. 14 (1900 S.).
- Prof. Dr.-Ing. Andrej Albert (Hrsg.): Schneider - Bautabellen für Architekten. 26. überarbeitete Auflage. Reguvis Fachmedien GmbH, Köln 2024, ISBN 978-3-8462-1527-2, Kap. 15 (1392 S.).